# Квадратная мышца бедра
Квадратная мышца бедра (лат. Musculus quadratus femoris) — мышца наружной группы мышц таза.

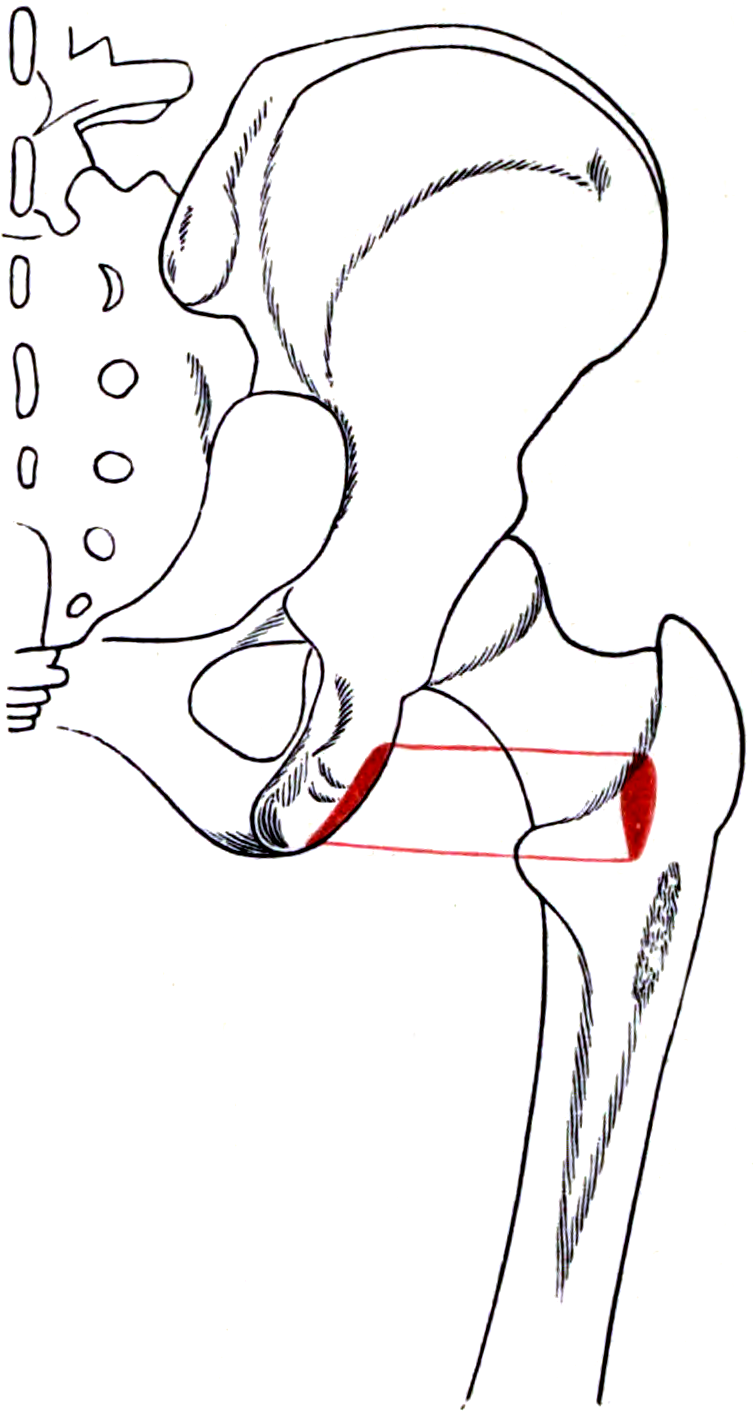
Места прикрепления и проекция правой квадратной мышцы бедра

Имеет вид прямоугольника, прикрытого сзади большой ягодичной мышцей. Начинается от латеральной поверхности седалищного бугра ветви седалищной кости и прикрепляется к межвертельному гребню, достигая большого вертела бедренной кости.

## Функция
Поворачивает бедро кнаружи.